# Mespilia
Mespilia is een geslacht van zee-egels uit de familie Temnopleuridae.

## Soorten
- Mespilia globulus (Linnaeus, 1758)

Niet geaccepteerde namen
- Mespilia whitmaei Bell, 1881 = Mespilia globulus
- Mespilia levituberculatus Yoshiwara, 1898 = Mespilia globulus
- Mespilia microtuberculata Lambert & Thiéry, 1910 = Mespilia globulus